# Пильников, Александр Павлович
Александр Павлович Пильников (1924—1989) — советский военнослужащий, участник Великой Отечественной войны, Герой Советского Союза (1945). Генерал-майор танковых войск (20.05.1971).

## Биография
Александр Пильников родился 3 марта 1924 года в Симбирске (ныне — Ульяновск). Окончил восемь классов школы.
Участник Великой Отечественной войны, в феврале 1942 года Пильников был призван на службу в Рабоче-крестьянскую Красную Армию. В 1943 году он окончил Ульяновское танковое училище. С августа того же года — на фронтах Великой Отечественной войны. К августу 1944 года лейтенант Александр Пильников командовал ротой 202-й танковой бригады 19-го танкового корпуса 51-й армии 1-го Прибалтийского фронта. Участвовал в сражениях на территории Латвийской ССР.
22 августа 1944 года рота Пильникова отражала немецкие контратаки в районе посёлка Букайши Добельского района. В тех боях экипаж Пильникова уничтожил 5 самоходных артиллерийских установок и 2 артиллерийские батареи. Несмотря на серьёзные повреждения, полученные танком, Пильников со своими товарищами продолжал сражаться, покинув машину лишь тогда, когда она загорелась.
Указом Президиума Верховного Совета СССР от 24 марта 1945 года за «мужество и героизм, проявленные при освобождении Прибалтики» лейтенант Александр Пильников был удостоен высокого звания Героя Советского Союза с вручением ордена Ленина и медали «Золотая Звезда».
После окончания войны Пильников продолжил службу в Советской Армии. В 1946 году он окончил Высшую офицерскую бронетанковую школу, в 1955 году — Военную академию бронетанковых войск, в 1971 году — Высшие академические курсы при Военной академии имени М. В. Фрунзе. Командовал 48-й гвардейской учебной танковой дивизией Киевского военного округа. В 1980 году генерал-майор танковых войск А. П. Пильников был уволен в запас. Проживал в Москве. Умер 21 августа 1989 года, похоронен на Долгопрудненском кладбище Москвы.
Был также награждён орденами Красного Знамени, Отечественной войны 1-й и 2-й степеней, двумя орденами Красной Звезды, орденом «За службу Родине в Вооружённых Силах СССР» 3-й степени и рядом медалей.